# 上尾野辺めぐみ
上尾野辺 めぐみ（かみおのべ めぐみ、1986年3月15日 - ）は、神奈川県横浜市瀬谷区出身の女子サッカー選手。WEリーグ・アルビレックス新潟レディース所属。ポジションはフォワード、ミッドフィールダー。

## 経歴

### ユース
近所に住んでいた従兄の影響で、幼稚園在籍中に原フットボールクラブにてサッカーを始める。小学生時代は大和市所在の女子サッカークラブ、林間サッカークラブレモンズに所属した。川澄奈穂美は林間SC時代からの同級生である。上尾野辺と川澄は身長・外見・プレースタイルがあまりにも似ていたため、試合を見ていた観客から「二人は双子ですか?」と聞かれたことがあるという。この頃のことについて当時林間SCレモンズでコーチをしていた加藤貞行は「上尾野辺の技量を10とすれば、川澄は6。それくらい、上尾野辺はうまかった」と証言している。
1997年、小学6年生の時に静岡県静岡市で開催された「清水カップ」に参加し、決勝戦で川澄からのパスを上尾野辺が左足で決めて自身初めての全国優勝を経験、大会MVPを受賞した。
小学校卒業後の1998年、川澄ともども大和シルフィードに第1期生として加入し、神奈川県立商工高等学校商業科卒業時までプレーした。
高校卒業後埼玉県に渡り武蔵丘短期大学に入学し女子サッカー部に加入。2004年度には大会準優勝を経験した。

### クラブ
2006年、アルビレックス新潟レディースに入団。2008年よりなでしこリーグオールスター出場選手に選出され、2010年度には大会最優秀選手賞を獲得した。
2017年1月、アルビレックス新潟レディースとのプロ契約締結に合意したことが発表された。
2018年1月、アルビレックス新潟レディースとのプロ契約を更新した。

### 代表
2007年3月、なでしこチャレンジプロジェクトのトレーニングキャンプ選出を経て、2009年に日本代表に選出、ドイツ・フランス遠征に参加した。2010年には2010 AFC女子アジアカップに出場し、ミャンマー戦にて86分に得点を挙げた。この得点は代表における初得点であった。
2011年にはアルガルヴェ・カップに出場し、3位決定戦のスウェーデン戦にて24分に2得点目を挙げた。同年6月には2011 FIFA女子ワールドカップに出場し、大会初優勝を経験した。彩の国功労賞を受賞。
2016年、リオデジャネイロオリンピックのサッカー女子アジア最終予選の日本代表メンバーに選出されたが、チームは予選3位となり五輪出場権を逃した。

## 個人成績

### クラブ
| クラブ                       | シーズン | リーグ         | 背番号 | リーグ戦 | リーグ戦 | カップ戦 | カップ戦 | リーグ杯 | リーグ杯 | AFC  | AFC  | 合計 | 合計 |
| クラブ                       | シーズン | リーグ         | 背番号 | 出場     | 得点     | 出場     | 得点     | 出場     | 得点     | 出場 | 得点 | 出場 | 得点 |
| ---------------------------- | -------- | -------------- | ------ | -------- | -------- | -------- | -------- | -------- | -------- | ---- | ---- | ---- | ---- |
| アルビレックス新潟レディース | 2006     | なでしこ Div.2 | 22     | 21       | 17       | 1        | 0        | —        | —        | —    | —    | 22   | 17   |
| アルビレックス新潟レディース | 2007     | なでしこ Div.1 | 22     | 19       | 1        | 2        | 0        | 3        | 2        | —    | —    | 24   | 3    |
| アルビレックス新潟レディース | 2008     | なでしこ Div.1 | 10     | 20       | 4        | 2        | 1        | —        | —        | —    | —    | 22   | 5    |
| アルビレックス新潟レディース | 2009     | なでしこ Div.1 | 10     | 21       | 2        | 2        | 0        | —        | —        | —    | —    | 23   | 2    |
| アルビレックス新潟レディース | 2010     | なでしこ       | 10     | 18       | 7        | 3        | 1        | 4        | 0        | —    | —    | 25   | 8    |
| アルビレックス新潟レディース | 2011     | なでしこ       | 10     | 16       | 9        | 4        | 0        | —        | —        | —    | —    | 20   | 9    |
| アルビレックス新潟レディース | 2012     | なでしこ       | 10     | 16       | 6        | 1        | 0        | 5        | 1        | —    | —    | 22   | 7    |
| アルビレックス新潟レディース | 2013     | なでしこ       | 10     | 18       | 6        | 4        | 2        | 8        | 0        | —    | —    | 30   | 8    |
| アルビレックス新潟レディース | 2014     | なでしこ       | 10     | 28       | 6        | 2        | 0        | —        | —        | —    | —    | 30   | 6    |
| アルビレックス新潟レディース | 2015     | なでしこ1部    | 10     | 22       | 8        | 5        | 1        | —        | —        | —    | —    | 27   | 9    |
| アルビレックス新潟レディース | 2016     | なでしこ1部    | 10     | 18       | 6        | 5        | 0        | 8        | 4        | —    | —    | 31   | 10   |
| アルビレックス新潟レディース | 2017     | なでしこ1部    | 10     | 18       | 2        | 3        | 1        | 8        | 1        | —    | —    | 29   | 4    |
| アルビレックス新潟レディース | 2018     | なでしこ1部    | 10     | 18       | 3        | 3        | 0        | 8        | 1        | —    | —    | 29   | 4    |
| アルビレックス新潟レディース | 2019     | なでしこ1部    | 10     | 17       | 7        | 2        | 3        | 6        | 5        | —    | —    | 25   | 15   |
| アルビレックス新潟レディース | 2020     | なでしこ1部    | 10     | 17       | 1        | 4        | 2        | —        | —        | —    | —    | 21   | 3    |
| アルビレックス新潟レディース | 2021-22  | WE             | 10     | 19       | 0        | 2        | 0        | —        | —        | —    | —    | 21   | 0    |
| アルビレックス新潟レディース | 2022-23  | WE             | 10     | 19       | 2        | 3        | 0        | 5        | 0        | —    | —    | 27   | 2    |
| アルビレックス新潟レディース | 2023-24  | WE             | 10     | 22       | 0        | 2        | 0        | 6        | 0        | —    | —    | 30   | 0    |
| アルビレックス新潟レディース | 2024-25  | WE             | 10     | 20       | 1        | 3        | 0        | 5        | 0        | —    | —    | 28   | 1    |
| アルビレックス新潟レディース | 2025-26  | WE             | 10     |          |          |          |          |          |          |      |      |      |      |
| アルビレックス新潟レディース | 通算     | 通算           | 通算   | 367      | 88       | 53       | 11       | 66       | 14       | 0    | 0    | 486  | 113  |
| 通算                         | 日本     | 日本           | 1部    | 346      | 71       | 52       | 11       | 66       | 14       | 0    | 0    | 464  | 96   |
| 通算                         | 日本     | 日本           | 2部    | 21       | 17       | 1        | 0        | 0        | 0        | 0    | 0    | 22   | 17   |
| 総通算                       | 総通算   | 総通算         | 総通算 | 367      | 88       | 53       | 11       | 66       | 14       | 0    | 0    | 486  | 113  |

- 日本女子サッカーリーグ
  - 通算200試合出場 - 2016年3月27日 なでしこリーグ1部 第1節 岡山湯郷Belle戦 (デンカビッグスワンスタジアム)
  - 通算250試合出場 - 2018年10月13日 なでしこリーグ1部 第15節 浦和レッドダイヤモンズレディース戦 (浦和駒場スタジアム)

- WEリーグ
  - 初出場 - 2021年9月12日 第1節 AC長野パルセイロ・レディース戦 (デンカビッグスワンスタジアム)[19]
  - 初得点 - 2023年3月21日 第7節 サンフレッチェ広島レジーナ戦 (広島広域公園第一球技場)[19]

- 国内リーグ通算300試合出場 - 2022年4月3日 2021-22 WEリーグ 第16節 ノジマステラ神奈川相模原戦 (デンカビッグスワンスタジアム)[20]
- 国内リーグ通算350試合出場 - 2025年4月3日 2024-25 WEリーグ 第3節 日テレ・東京ベレーザ戦 (味の素フィールド西が丘)[21]

### 代表
- 2009年8月1日 - 日本女子代表初出場 -  フランス戦（国際親善試合）
- 2010年5月20日 - 日本女子代表初得点 -  ミャンマー戦 （2010 AFC女子アジアカップ）

#### 主な選出歴
- 国民体育大会
  - 2008年 - 新潟県選抜
- 日本女子代表（なでしこジャパン）
  - 2010年 - 2010 AFC女子アジアカップ 3位
  - 2011年 - アルガルヴェ・カップ2011 3位
  - 2011年 - 2011 FIFA女子ワールドカップ 優勝
  - 2014年 - 2014 AFC女子アジアカップ 優勝
  - 2015年 - 2015 FIFA女子ワールドカップ 準優勝
  - 2016年 - 2016年リオデジャネイロオリンピック・アジア最終予選

#### 試合数
| 日本代表 | 国際Aマッチ | 国際Aマッチ |
| 年       | 出場        | 得点        |
| -------- | ----------- | ----------- |
| 2009     | 1           | 0           |
| 2010     | 10          | 1           |
| 2011     | 6           | 1           |
| 2012     | 1           | 0           |
| 2013     | 5           | 0           |
| 2014     | 4           | 0           |
| 2015     | 5           | 0           |
| 2016     | 2           | 0           |
| 通算     | 34          | 2           |

#### 出場試合
| 出場試合一覧 | 出場試合一覧   | 出場試合一覧               | 出場試合一覧                                     | 出場試合一覧   | 出場試合一覧 | 出場試合一覧 | 出場試合一覧                                       | 出場試合一覧 |
| #            | 開催日         | 開催都市                   | スタジアム                                       | 対戦国         | 結果         | 監督         | 大会                                               | 出典         |
| ------------ | -------------- | -------------------------- | ------------------------------------------------ | -------------- | ------------ | ------------ | -------------------------------------------------- | ------------ |
| 1.           | 2009年08月01日 | モンタルジ                 |                                                  | フランス       | ○4-0         | 佐々木則夫   | 国際親善試合                                       |              |
| 2.           | 2010年1月13日  | コキンボ                   |                                                  | デンマーク     | ○ 1-0        | 佐々木則夫   | バイセンテニアル・ウィメンズ・カップ2010           | [ 22 ]       |
| 3.           | 2010年1月21日  | コキンボ                   |                                                  | コロンビア     | ○ 4-2        | 佐々木則夫   | バイセンテニアル・ウィメンズ・カップ2010           | [ 23 ]       |
| 4.           | 2010年5月11日  | 新潟                       | 東北電力ビッグスワンスタジアム                   | メキシコ       | ○ 3-0        | 佐々木則夫   | 2010 AFC女子アジアカップ 壮行試合                  | [ 24 ]       |
| 5.           | 2010年5月20日  | 成都                       | 成都市体育中心                                   | ミャンマー     | ○ 8-0        | 佐々木則夫   | 2010 AFC女子アジアカップ                           | [ 25 ]       |
| 6.           | 2010年5月22日  | 成都                       | 成都市体育中心                                   | タイ           | ○ 4-0        | 佐々木則夫   | 2010 AFC女子アジアカップ                           | [ 26 ]       |
| 7.           | 2010年5月24日  | 成都                       | 成都市体育中心                                   | 北朝鮮         | ○ 2-1        | 佐々木則夫   | 2010 AFC女子アジアカップ                           | [ 27 ]       |
| 8.           | 2010年5月27日  | 成都                       | 成都市体育中心                                   | オーストラリア | ● 0-1        | 佐々木則夫   | 2010 AFC女子アジアカップ                           | [ 28 ]       |
| 9.           | 2010年11月18日 | 広州                       | 広州大学城体育中心                               | 北朝鮮         | △ 0-0        | 佐々木則夫   | 第16回アジア競技大会                               | [ 29 ]       |
| 10.          | 2010年11月20日 | 広州                       | 越秀山体育場                                     | 中華人民共和国 | ○ 1-0        | 佐々木則夫   | 第16回アジア競技大会                               | [ 30 ]       |
| 11.          | 2010年11月22日 | 広州                       | 天河体育中心体育場                               | 北朝鮮         | ○ 1-0        | 佐々木則夫   | 第16回アジア競技大会                               | [ 31 ]       |
| 12.          | 2011年3月4日   | ラゴス                     | 市営スタジアム                                   | フィンランド   | ○ 5-0        | 佐々木則夫   | アルガルヴェ・カップ2011                           | [ 32 ]       |
| 13.          | 2011年3月9日   | パルシャル                 | ベラ・ヴィスタ市営スタジアム                     | スウェーデン   | ○ 2-1        | 佐々木則夫   | アルガルヴェ・カップ2011                           | [ 33 ]       |
| 14.          | 2011年7月13日  | フランクフルト             | FIFA女子ワールドカップスタジアム・フランクフルト | スウェーデン   | ○ 3-1        | 佐々木則夫   | 2011 FIFA女子ワールドカップ                        | [ 34 ]       |
| 15.          | 2011年9月1日   | 済南                       | 山東省体育中心体育場                             | タイ           | ○ 3-0        | 佐々木則夫   | 2012年ロンドンオリンピック・アジア最終予選         | [ 35 ]       |
| 16.          | 2011年9月3日   | 済南                       | 済南オリンピック・スポーツセンター               | 韓国           | ○ 2-1        | 佐々木則夫   | 2012年ロンドンオリンピック・アジア最終予選         | [ 36 ]       |
| 17.          | 2011年9月11日  | 済南                       | 済南オリンピック・スポーツセンター               | 中華人民共和国 | ○ 1-0        | 佐々木則夫   | 2012年ロンドンオリンピック・アジア最終予選         | [ 37 ]       |
| 18.          | 2012年6月20日  | ヨーテボリ                 | ガムラ・ウッレヴィ                               | スウェーデン   | ○ 1-0        | 佐々木則夫   | 国際親善試合 ～スウェーデン遠征～                  | [ 38 ]       |
| 19.          | 2013年6月26日  | バートン＝アポン＝トレント | ピレリ・スタジアム                               | イングランド   | △ 1-1        | 佐々木則夫   | 国際親善試合 ～欧州遠征～                          | [ 39 ]       |
| 20.          | 2013年6月29日  | ミュンヘン                 | アリアンツ・アレーナ                             | ドイツ         | ● 2-4        | 佐々木則夫   | 国際親善試合 ～欧州遠征～                          | [ 40 ]       |
| 21.          | 2013年7月25日  | 華城                       | 華城総合運動場                                   | 北朝鮮         | △ 0-0        | 佐々木則夫   | EAFF東アジアカップ2013                             | [ 41 ]       |
| 22.          | 2013年7月27日  | ソウル                     | 蚕室総合運動場                                   | 韓国           | ● 1-2        | 佐々木則夫   | EAFF東アジアカップ2013                             | [ 42 ]       |
| 23.          | 2013年9月22日  | 諫早                       | 長崎県立総合運動公園陸上競技場                   | ナイジェリア   | ○ 2-0        | 佐々木則夫   | 国際親善試合                                       | [ 43 ]       |
| 24.          | 2014年3月5日   | パルシャル                 | ベラ・ヴィスタ市営スタジアム                     | アメリカ合衆国 | △ 1-1        | 佐々木則夫   | アルガルヴェ・カップ2014                           | [ 44 ]       |
| 25.          | 2014年3月7日   | パルシャル                 | ベラ・ヴィスタ市営スタジアム                     | デンマーク     | ○ 1-0        | 佐々木則夫   | アルガルヴェ・カップ2014                           | [ 45 ]       |
| 26.          | 2014年5月16日  | ホーチミン                 | トンニャット・スタジアム                         | ベトナム       | ○ 4-0        | 佐々木則夫   | 2014 AFC女子アジアカップ                           | [ 46 ]       |
| 27.          | 2014年10月28日 | バンクーバー               | BCプレイス・スタジアム                           | カナダ         | ○ 3-2        | 佐々木則夫   | 国際親善試合                                       | [ 47 ]       |
| 28.          | 2015年3月6日   | ファロ ／ ローレ           | エスタディオ・アルガルヴェ                       | ポルトガル     | ○ 3-0        | 佐々木則夫   | アルガルヴェ・カップ2015                           | [ 48 ]       |
| 29.          | 2015年3月11日  | ファロ ／ ローレ           | エスタディオ・アルガルヴェ                       | アイスランド   | ○ 2-0        | 佐々木則夫   | アルガルヴェ・カップ2015                           | [ 49 ]       |
| 30.          | 2015年6月12日  | バンクーバー               | BCプレイス・スタジアム                           | カメルーン     | ○ 2-1        | 佐々木則夫   | 2015 FIFA女子ワールドカップ                        | [ 50 ]       |
| 31.          | 2015年6月16日  | ウィニペグ                 | ウィニペグ・スタジアム                           | エクアドル     | ○ 1-0        | 佐々木則夫   | 2015 FIFA女子ワールドカップ                        | [ 51 ]       |
| 32.          | 2015年8月1日   | 武漢                       | 武漢体育中心                                     | 北朝鮮         | ● 2-4        | 佐々木則夫   | EAFF東アジアカップ2015                             | [ 52 ]       |
| 33.          | 2016年3月2日   | 大阪                       | キンチョウスタジアム                             | 韓国           | △ 1-1        | 佐々木則夫   | 2016年リオデジャネイロオリンピック・アジア最終予選 | [ 53 ]       |
| 34.          | 2016年3月7日   | 大阪                       | キンチョウスタジアム                             | ベトナム       | ○ 6-1        | 佐々木則夫   | 2016年リオデジャネイロオリンピック・アジア最終予選 | [ 54 ]       |

### ゴール
| ゴール一覧 | ゴール一覧    | ゴール一覧 | ゴール一覧                   | ゴール一覧   | ゴール一覧 | ゴール一覧 | ゴール一覧               | ゴール一覧 |
| #          | 開催日        | 開催都市   | スタジアム                   | 対戦国       | 結果       | 監督       | 大会                     | 出典       |
| ---------- | ------------- | ---------- | ---------------------------- | ------------ | ---------- | ---------- | ------------------------ | ---------- |
| 1.         | 2010年5月20日 | 成都       | 成都市体育中心               | ミャンマー   | ○ 8-0      | 佐々木則夫 | 2010 AFC女子アジアカップ | [ 55 ]     |
| 2.         | 2011年3月9日  | パルシャル | ベラ・ヴィスタ市営スタジアム | スウェーデン | ○ 2-1      | 佐々木則夫 | アルガルヴェ・カップ2011 | [ 56 ]     |

## タイトル・表彰

### クラブ
- アルビレックス新潟レディース
  - なでしこリーグ ディビジョン2: 1回 (2006)

### 代表
- アジア競技大会: 1回 (2010)
- FIFA女子ワールドカップ: 1回 (2011)
- AFC女子アジアカップ: 1回 (2014)

### 個人
- なでしこリーグ1部
  - ベストイレブン: 5回 (2009、2010、2014、2015、2016)
  - 敢闘賞: 1回 (2015)

### 表彰
- 国民栄誉賞（2011年、2011 FIFA女子ワールドカップ日本女子代表の一員として）
- 紫綬褒章（2011年、同上）